# Henry Armetta
Henry Armetta, né Enrico Armetta à Palerme (Sicile, Italie) le 4 juillet 1888 et mort d'une crise cardiaque à San Diego (Californie, États-Unis) le 21 octobre 1945, est un acteur italien.

## Biographie
Émigré en 1902 aux États-Unis (où il s'installe définitivement et fera toute sa carrière), Enrico Armetta débute au cinéma en 1915, sous le prénom américanisé de Henry. Jusqu'en 1945, année de sa mort brutale, il participe à 167 films américains (dont une quinzaine de films muets), le dernier sorti l'année suivante (1946). Souvent, il interprète des personnages pittoresques italiens (ou américains d'origine italienne), comme Tony dans Le Secret magnifique (en 1935, avec Irene Dunne et Robert Taylor), ou Giuseppe dans Les Marx au grand magasin (en 1941, avec les Marx Brothers).

## Filmographie partielle
- 1917 : The Eternal Sin (en) d'Herbert Brenon
- 1920 : Fantômas, film à épisodes d'Edward Sedgwick
- 1923 : Sa patrie (The Silent Command) de J. Gordon Edwards
- 1925 : The Desert's Price (en) de W. S. Van Dyke
- 1927 : L'Heure suprême (Seventh Heaven) de Frank Borzage
- 1927 : Prince sans amour (Paid to Love) d'Howard Hawks
- 1928 : L'Ange de la rue (Street Angel) de Frank Borzage
- 1928 : Une fille dans chaque port (A Girl in Every Port) d'Howard Hawks
- 1928 : La Danse rouge (The Red Dance) de Raoul Walsh
- 1928 : In Old Arizona d'Irving Cummings
- 1929 : Madame X (titre original) de Lionel Barrymore
- 1929 : L'Idylle de la radio (Jazz Heaven) de Melville W. Brown
- 1929 : Le Lys du faubourg (Lady of the Pavements) de D. W. Griffith
- 1929 : L'Intruse (The Trespasser) d'Edmund Goulding
- 1930 : Romance (titre original) de Clarence Brown
- 1930 : The Little Accident de William J. Craft
- 1930 : Le Désir de chaque femme (A Lady to love) de Victor Sjöström
- 1931 : Le Jardin impie (The Unholy Garden) de George Fitzmaurice
- 1931 : New Adventures of Get Rich Quick Wallingford de Sam Wood
- 1931 : C'est mon gigolo (Just a Gigolo) de Jack Conway
- 1932 : Le Bel Étudiant (Huddle) de Sam Wood
- 1932 : Arsène Lupin de Jack Conway
- 1932 : Scarface d'Howard Hawks
- 1932 : Amour défendu (Forbidden) de Frank Capra
- 1932 : Prospérité (en) (Prosperity) de Sam Wood
- 1932 : Okay, America!, de Tay Garnett
- 1932 : L'Adieu aux armes (A Farewell to Arms) de Frank Borzage
- 1932 : Le Professeur (Speak Easily) d'Edward Sedgwick
- 1932 : Nuit d'aventures (Central Park) de John G. Adolfi
- 1933 : Fra Diavolo (The Devil's Brother) d'Hal Roach et Charley Rogers
- 1933 : Her First Mate de William Wyler
- 1933 : Le Roi de la bière (What ! No Beer ?) d'Edward Sedgwick
- 1933 : So This Is Africa d'Edward F. Cline
- 1934 : Images de la vie (Imitation of Life) de John M. Stahl
- 1934 : The Cat and the Fiddle (en) de William K. Howard et Sam Wood
- 1934 : Une nuit d'amour (One Night of Love) de Victor Schertzinger
- 1934 : The Man Who Reclaimed His Head d'Edward Ludwig
- 1934 : Un voyage mouvementé (Cross Country Cruise) d'Edward Buzzell
- 1934 : La Veuve joyeuse (The Merry Widow) d'Ernst Lubitsch
- 1934 : Audaces féminines (Cheating Cheaters), de Richard Thorpe
- 1934 : Gift of Gab (en) de Karl Freund
- 1934 : Viva Villa ! de Jack Conway
- 1934 : Le Chat noir (The Black Cat) d'Edgar Georg Ulmer
- 1935 : Dinky de D. Ross Lederman et Howard Bretherton
- 1935 : Le Secret magnifique (Magnificent Obsession) de John M. Stahl
- 1935 : Chronique mondaine (After Office Hours) de Robert Z. Leonard
- 1935 : Cinquante mille dollars morte ou vive (Three Kids and a Queen) d'Edward Ludwig
- 1936 : The Crime of Dr. Forbes de George Marshall
- 1936 : La Brute magnifique (Magnificent Brute) de John G. Blystone
- 1936 : On recherche un enfant (en) ou Chantons encore (Let's sing again) de Kurt Neumann
- 1936 : Pauvre Petite Fille riche (Poor Little Rich Girl) d'Irving Cummings
- 1937 : L'Heure suprême (Seventh Heaven) d'Henry King
- 1938 : Patrouille en mer (Submarine Patrol) de John Ford
- 1939 : Chasseur d'autographes (The Autograph Hound), court métrage d'animation de Jack King (caricature)
- 1939 : The Lady and the Mob (en) de Benjamin Stoloff
- 1939 : J'ai volé un million (I Stole A Million) de Frank Tuttle
- 1939 : Le Petit Pêcheur de San Francisco  (Fisherman's Wharf) de Bernard Vorhaus
- 1939 : Jeunesse triomphante (Dust Be My Destiny) de Lewis Seiler
- 1940 : Three Cheers for the Irish de Lloyd Bacon
- 1940 : L'Homme qui parlait trop (The Man Who Talked Too Much) de Vincent Sherman
- 1941 : Les Marx au grand magasin (The Big Store) de Charles Reisner
- 1943 : Le Cabaret des étoiles (Stage Door Canteen) de Frank Borzage (lui-même)
- 1943 : Remerciez votre bonne étoile (Thank your Lucky Stars) de David Butler
- 1945 : Une cloche pour Adano (A Bell for Adano) d'Henry King
- 1945 : Escale à Hollywood (Anchors Aweigh) de George Sidney
- 1945 : Penthouse Rhythm d'Edward F. Cline
- 1946 : Colonel Effingham's Raid d'Irving Pichel